# 唐勇胜
唐勇胜（英語：Vikram Misri，1964年11月7日—），音译维克拉姆·米斯里，印度外交官。他自2024年7月起担任印度第35任外交秘书。此前，他曾于2022年1月1日至2024年7月14日担任印度副国家安全顾问，接替潘卡吉·萨兰（Pankaj Saran）的职位。
此前，他曾担任印度总理因德尔·库马尔·古杰拉尔、曼莫汉·辛格和纳伦德拉·莫迪的私人秘书，并曾任印度驻华大使、驻西班牙和缅甸大使。

## 早年
米斯里于1964年11月7日出生在印度斯利那加的一个信仰印度教的克什米尔人家庭。他曾在斯利那加的伯恩霍尔学校和DAV学校以及乌德汉普尔的卡梅尔修道院学校就读。随后，他在格瓦里奥的辛迪亚学校学习。之后，他在德里大学的印度教学院完成了历史学本科学位。他还在贾姆谢德布尔的XLRI - 泽维尔劳动关系学院完成了工商管理硕士学位。唐勇胜精通印地语、英语、克什米尔语等语言，在大学期间主修中国历史，师从华人学者谭中，对中国文化有较深的了解。

## 职业生涯
唐勇胜职业生涯早期曾任印度驻德国慕尼黑总领事馆总领事、印度驻斯里兰卡高级专员公署副高级专员、印度驻西班牙大使等职，2016年8月成为驻缅甸特使。他还曾任曼莫汉·辛格、纳伦德拉·莫迪等总理的私人秘书。
2018年底，唐勇胜出任印度驻华大使，任内致力于推动中印在经贸、人文和战略领域的合作，并多次强调中印合作大于分歧。2019年中印贸易额超过1000亿美元，广东贡献了其中四分之一。唐支持中国手机品牌（如OPPO、小米）在印度扩大供应链，支持媒体、智库、高校互访，建议两国在电影等文化产品上加强合作，同时提出让中国降低对印度IT服务业的关税。
2025年1月，已升任印度外交秘书的唐勇胜再度访华。唐代表印方承诺支持中国在上海合作组织的工作，恢复中印直航、不再限制签证，安排印度香客赴西藏朝圣，以及在雅鲁藏布江开发问题上加强磋商。